# Nephthea filamentosa
Nephthea filamentosa is een zachte koraalsoort uit de familie Nephtheidae. De koraalsoort komt uit het geslacht Nephthea. Nephthea filamentosa werd in 1973 voor het eerst wetenschappelijk beschreven door Verseveldt. 